# Lennart Ekenger
Hans Gustav Lennart Ekenger, född 13 maj 1919 i Linköping, Östergötlands län, död 28 juni 1992 i Linköpings Johannelunds församling, Linkköping, var en svensk arkitekt. 
Ekenger, som var son till grosshandlare Gust. A. Svensson och Sigrid Karlsson, utexaminerades från Kungliga Tekniska Högskolan 1947. Efter anställningar hos Nils Sterner i Stockholm, Karl Karlström i Stockholm och Herbert Brunskog i Linköping bedrev han egen arkitektverksamhet i Linköping från 1950. Han var även verksam som byggnadskonsulent i Borensberg. 

## Verk i urval
- Kv Ordleken 1-5, 6-10, Kindagatan, Linköping, 1951.
- Kv Ottesången 1, Linköping, 1951.
- Kv Styrmannen 1, Linköping 1951.
- Kv Seglaren 5, Linköping, 1951.
- Kv Ekorren 23, Barnhemsgatan 12, Linköping, 1955.
- Köpmännens hus, kv Baggen 23, Linköping, 1958.
- Hotell Stångå i kv Bajonetten 15, Linköping, 1960.
- Filadelfiakyrkan i kv Banken 7 c, Borgmästaregatan, Linköping, 1958.
- Ombyggnad av missionskyrka, i kv Ejdern 17, Linköping, 1960.
- Kv Druvan 21, Storgatan/Hamngatan, Linköping, 1960-1965.
- Kv Dahlian 20, Tanneforsgatan 3, Linköping 1965.
- Kv Drotten 5, Nygatan 34, Linköping, 1967.
- Kv Braxen 17, Repslagaregatan 19, Linköping, 1968.
- Kv Dahlian 17, Storgatan 40, Linköping, 1969.
- Kv Delfinen 1, Trädgårdstorget/Klostergatan, Linköping, 1970.
- Kv Ekorren 12 B, Åsgatan, Linköping, 1971.
- Skäggetorpsgården i kv Gräshoppan, Linköping, 1972.
- Brandstation, Linköping, 1971-1977.
- Motala Verkstads Lillkyrka, Motala 1957.